# Know Your IX
Know Your IX est un groupe de défense d'intérêts américain fondé en 2013. Il vise à informer les étudiants et étudiantes sur leur droit à une instruction sans violences sexistes, conformément au Titre IX des Education Amendments of 1972, qui interdit la discrimination fondée sur le sexe dans les établissements d'enseignement supérieur qui perçoivent des fonds du gouvernement fédéral. L'association cherche à influencer la législation et les politiques pour améliorer l'application, au niveau national, du Titre IX et la prise en charge des étudiants ou étudiantes qui subissent le sexisme.

## Création
Know Your IX est fondée en 2013 par Dana Bolger, étudiante à l'Amherst College, et Alexandra Brodsky, étudiante à la Yale Law School ; toutes deux ont été victimes d'agressions sexuelles sur leurs campus universitaires. L'association est constituée comme une « campagne dirigée par des étudiantes rescapées pour mettre fin aux agressions sexuelles sur les campus (en) »,.
Certains établissements reprennent les contenus de Know Your IX pour sensibiliser les étudiants sur le Titre IX,,,.
Know Your IX cherche à toucher aussi bien les étudiants qui ne connaissent pas les droits relatifs au Titre IX que les militants. L'organisation cherche à atteindre un large public, afin de lutter contre les tendances historiques voulant que le féminisme et les mouvements contre les violences sexuelles sont, traditionnellement, un champ investi par des femmes blanches des classes aisées.

### Documentation
- Crystal Sanchez, « A Guide for Journalists & Editors by Know Your IX », California Coalition Against Sexual Assault, 7 novembre 2014 (consulté le 7 mars 2015)
- Ashe Schow, « New guide for journalists reporting on campus sexual assault ignores accuracy, objectivity », sur Washington Examiner, 3 novembre 2014 (consulté le 7 mars 2015)
- Amelia Rosch, « Get to Know "Know Your IX" », sur Ms. Magazine, 8 août 2013 (consulté le 7 mars 2015)
- Ana Radelat, « Connecticut advocates lobby Congress to tackle sexual crimes on campus », sur Connecticut Mirror, 27 juin 2014 (consulté le 7 mars 2015)